# ريو تاكاو
ريو تاكاو (باليابانية: 髙尾瑠) هو لاعب كرة قدم ياباني في مركز الدفاع، ولد في 9 نوفمبر 1996 في آيتشي في اليابان. لعب مع غامبا أوساكا.

## وصلات خارجية
- ريو تاكاو على موقع رابطة كرة القدم اليابانية للمحترفين (اليابانية)
- ريو تاكاو على موقع قاعدة بيانات كرة القدم.إي يو (الإنجليزية)
- ريو تاكاو على موقع Soccerway.com (الإنجليزية)
- ريو تاكاو على موقع عالم كرة القدم.نت (الإنجليزية)